# Jean-Claude Hollerich
Jean-Claude Hollerich, S.J. (Differdange, 9 augustus 1958) is een Luxemburgs geestelijke en een kardinaal van de Katholieke Kerk.
Hollerich bezocht het gymnasium van Diekirch en studeerde vervolgens aan de Pauselijke Universiteit Gregoriana te Rome, terwijl hij verbleef in het Pauselijk Duits-Hongaars College. Hij trad in 1981 in bij de orde der jezuïeten en bracht zijn noviciaat door in Namen. Hij studeerde vervolgens in Tokio aan de Sophia Universiteit Japans en rondde zijn theologische studies af aan de Universiteit van Frankfurt.
Hollerich werd op 21 april 1990 priester gewijd. Van 1990 tot 1994 was hij voor het aartsbisdom Luxemburg verantwoordelijk voor het roepingenpastoraat. In 1994 vertrok hij opnieuw naar Japan, dit keer om aan dezelfde universiteit Duits en Frans te gaan doceren. In 1999 werd hij aalmoezenier van de Sophia Universiteit van welke universiteit hij in 2008 vice-rector werd.
Hollerich werd op 12 juli 2011 tot aartsbisschop van Luxemburg benoemd, als opvolger van Fernand Franck die met emeritaat was gegaan. Hij werd op 16 oktober 2011 door zijn voorganger bisschop gewijd en koos Annuntiate (Verkondigt) als zijn wapenspreuk.
Sinds 2018 is Hollerich voorzitter van COMECE, de Commissie van Bisschoppen van de Europese Gemeenschap.
Hollerich werd tijdens het consistorie van 5 oktober 2019 kardinaal gecreëerd. Hij kreeg de rang van kardinaal-priester. Zijn titelkerk werd de San Giovanni Crisostomo a Monte Sacro Alto.
In januari 2022 zei Hollerich dat de leer van de kerk met betrekking tot homoseksuele relaties fout is. Hij vindt homoseksuele relaties niet meer zondig.
Op 7 maart 2023 werd Hollerich benoemd tot lid van de Raad van Kardinalen.
- CiNii: DA1851461X
- Gemeinsame Normdatei: 1242683151
- International Standard Name Identifier: 0000 0005 0960 2806
- Library of Congress Control Number: n2016005980
- Système universitaire de documentation: 254086365
- Virtual International Authority File: 104145541817196600769
- WorldCat: E39PBJfGW9MGFHhtBwbHWFmWXd